# Mare de Déu de la Llet (Ramon de Mur)
Mare de Déu de la Llet o Taula de Cervera és una pintura sobre taula obra de Ramon de Mur realitzada entre 1415-1425 que actualment es conserva al Museu Nacional d'Art de Catalunya.
L'única obra documentada de Mur és el Retaule de sant Pere de Vinaixa, actualment conservat al Museu Diocesà de Tarragona, el qual va ser contractat el 1420 i ha estat la base fonamental per a la identificació de l'antic Mestre de Guimerà amb Ramon de Mur.
Aquesta referència pictòrica és suficient per atribuir-li sense dubtes altres obres com el Retaule de Guimerà (Museu Episcopal de Vic), conjunt que va dur a terme entre el 1402 i el 1412, i aquesta taula de Cervera la qual devia ser el compartiment central d'un retaule d'advocació mariana. L'escena representa la Mare de Déu de la Llet, coronada i asseguda en un tron resolt de manera força arquitectònica, amb l'Infant i vuit àngels que envolten la delicada escena maternal.
Més enllà dels contactes de Ramon de Mur amb el pintor Mateu Ortoneda, la producció de Ramon de Mur respon al diàleg que hi va haver entre la pintura valenciana i la catalana i, més concretament, entre les pintures castellonenca, representada pel Mestre de Cinctorres i el Mestre de Xèrica, i la tarragonina. A més, s'han de tenir en compte els forts punts de contacte entre l'obra de Ramon de Mur i la del Mestre de Retascón, que s'evidencien pel fort expressionisme de les seves obres i per la manera de resoldre algunes arquitectures.
Malgrat que l'origen de Ramon de Mur devia ser tarragoní, la seva activitat pictòrica coneguda la va dur a terme a Tàrrega i Montblanc, ciutats des de les quals va rebre encàrrecs que provenien de poblacions properes com Guimerà, Santa Coloma de Queralt, Vinaixa, Cervera o Granyena de Segarra.